# Conseil militaire de Soueïda
Le Conseil militaire de Soueïda est une coalition armée établie en décembre 2024 dans le gouvernorat de Soueïda à majorité druze, dans le sud de la Syrie. Formée à l'origine sous le nom de Conseil militaire intérimaire après la chute du régime de Bachar el-Assad en décembre 2024, l'organisation a émergé en réponse aux préoccupations croissantes de la communauté druze en matière de sécurité après le retrait des Forces armées armées arabes syriennes de Bachar el-Assad de la région.
Les objectifs déclarés du groupe comprennent la promotion de la laïcité, de la démocratie et de la décentralisation, la protection des civils et des biens publics contre l'anarchie, les conflits et d'empêcher les forces de l'Armée syrienne d'Ahmed al-Sharaa d'entrer dans les localités druzes et de causer des dommages. Bien qu'utilisant des symboles similaires aux Forces démocratiques syriennes, elle n'y est pas liée et est composée de factions armées.

## Histoire

### Chute du régime Assad
Le 14 décembre 2024, après la chute du régime Assad, le Conseil militaire intérimaire, issu d'une première coalition de milices à Soueïda, a commencé à constituer une base de données exhaustive des anciens officiers, sous-officiers et membres des forces de sécurité intérieure de l'Armée arabe syrienne. Cette base de données a été créée afin de défendre leurs droits et leurs salaires.

### Création du Conseil militaire de Soueïda
Le conseil est officiellement annoncé en février 2025 à l'aéroport d'Al Kafr, dans le sud de Soueïda. L'initiative est menée par un groupe d'officiers déserteurs, de révolutionnaires et de militaires à la retraite de la région de Soueïda. Le conseil présente ce qu'il décrit comme un « projet national » visant à coordonner les efforts militaires dans la région. Le conseil est créé avec l'aval du cheikh Aql de la communauté druze de Syrie et le soutien de deux éminents chefs de faction d'Ahrar al-Sham. Dans le cadre de ses initiatives, le conseil annonce son intention d’organiser des réunions régulières pour évaluer les menaces potentielles et élaborer des réponses appropriées,.
Le commandant Tareq Al Shoufi est choisi pour diriger le conseil. Avant d'occuper son poste actuel, Al Shoufi aurait représenté d'anciens officiers de l'Armée arabe syrienne qui se sont ralliés à la communauté druze lors des manifestations anti-Assad de 2023 à Soueïda. Al Shoufi fait défection du régime d'Assad en 2015.. Le 24 février 2025, plusieurs groupes armés locaux prêtent allégeance au Conseil militaire de Soueïda, notamment les forces de Nabi Shuaib, le commandant des forces fidèles d'Ali bin Abi Talib, et les forces de Bayraq Suleiman Bin Daoud. Le chef des forces de Bayraq Suleiman Bin Daoud, Majed Najem Abu Ras, promeut les efforts de recrutement pour le Conseil militaire. Le conseil opère également en coordination avec Hikmat al-Hijri.
Le 26 février, des hommes de la ville d'Al-Aanat annoncent également leur adhésion. Le cheikh des forces du Sud annonce le même jour son adhésion au conseil militaire de Soueïda. Le 27 février, le Rassemblement des jeunes de Habran annonce son adhésion au conseil militaire de Soueïda. Le 28 février, des jeunes hommes des villages d'Al-Haqf et d'Al-Salamiyah annoncent leur adhésion au conseil militaire de Suwayda. Le 3 mars, les jeunes de la Omra annoncent leur adhésion au conseil militaire de Soueïda. Le 8 mars, le Rassemblement des forces d'Al-Hasm annonce son adhésion au conseil militaire de Soueïda.
Le 27 avril 2025, le conseil militaire de Suwayda annonce l’activation de la brigade des gardes-frontières et de plusieurs quartiers généraux de sécurité dans la ville pour faire face aux menaces et protéger la région.
Lors des affrontements de mai 2025 dans le sud de la Syrie, une embuscade tendue dans le village d'al-Dour entraîne la mort de deux membres des forces de sécurité générale et en blesse quatre autres. L'incident s'est produit alors que des agents de sécurité transportaient deux habitants de Soueïda blessés, précédemment blessés lors d'affrontements sur l'autoroute Soueïda-Damas et soignés dans le gouvernorat de Deraa. Selon les médias d'État syriens, l'embuscade a été orchestrée par le conseil militaire de Soueïda. Cependant, le conseil militaire nie toute implication, qualifiant ces allégations de campagne de diffamation médiatique. 
Le conseil participe aux affrontements de juillet 2025 dans le sud de la Syrie et est accusé par le gouvernement syrien d'avoir massacré la population civile bédouine locale.

## Objectifs
Le conseil a défini plusieurs objectifs principaux, notamment la protection des civils et des biens publics contre la violence et la destruction, ainsi que la promotion de la laïcité, de la démocratie et la création d'un nouvel État syrien décentralisé,,. Le conseil vise à établir une armée nationale distincte de la structure et de la réputation de l'Armée syrienne actuelle, libre de toute influence étrangère et incluant tous les groupes ethniques et nationaux de Syrie. Al-Shoufi a souligné le soutien du conseil à l'intégration dans une armée syrienne nouvellement unifiée tout en maintenant une autonomie localisée. Le conseil vise également à coopérer avec d'autres factions de sécurité dans la région pour faire face à toute menace potentielle à la sécurité, et s'est engagé à empêcher les nouvelles forces du régime d'entrer dans les colonies druzes de Jabal al-Druze et de Soueïda.
Le conseil militaire de Soueïda a pris fermement position contre ce qu'il qualifie de pratiques criminelles perpétrées par l'autorité d'Al-Sharaa et du Hayat Tahrir al-Cham (HTC) en Syrie. Le conseil accuse le régime de mener des opérations de nettoyage ethnique par le biais de déplacements forcés de civils, de destructions d'habitations et d'exécutions extrajudiciaires. Le conseil qualifie la « méthodologie de répression et d'intimidation » de HTC d'apparentée aux tactiques de persécution autoritaires du régime Assad. Le conseil a explicitement déclaré qu'« il n'y a pas de place pour les milices de HTC dans l'avenir de la Syrie », affirmant que les citoyens syriens ayant participé à la révolution contre l'injustice doivent rejeter toute gouvernance tyrannique ultérieure, qu'elle se qualifie de révolutionnaire ou d'autoritaire.

### Relations avec les Forces démocratiques syriennes
Le conseil militaire de Soueïda arborait initialement un logo distinct, mais quelques mois plus tard, il a adopté un drapeau arborant une carte de la Syrie identique à celle utilisée par les Forces démocratiques syriennes (FDS) dirigées par les Kurdes, la modifiant pour mettre en valeur le gouvernorat de Soueïda et y incorporer l'étoile druze à cinq branches. Le conseil s'est déclaré ouvert à la coopération avec les FDS, les qualifiant de force défendant son territoire et sa population contre le terrorisme et les dictatures,.

### Relations avec Israël
Le 24 février 2025, le Premier ministre israélien Benjamin Netanyahu annonce qu'Israël n'autoriserait pas la nouvelle armée syrienne, y compris les forces de HTC, à pénétrer dans la zone au sud de Damas. Benjamin Netanyahu exige la démilitarisation des gouvernorats de Quneitra, Deraa et Soueïda, dans le sud de la Syrie, des forces du nouveau régime, et a souligné qu'Israël ne tolérerait aucune menace contre la communauté druze du sud de la Syrie. Quant à Al-Shoufi, celui-ci remercie tous ceux qui ont soutenu la position du conseil militaire de Soueïda et contribué à la protection de la communauté druze et à la stabilité de la région. Majed Najem Abu Ras, qui dirige les forces Bayraq Suleiman Daoud qui ont prêté allégeance au conseil militaire de Soueïda, a précédemment partagé des contenus exprimant son soutien à Israël. Dans le même temps, Al-Shoufi a souligné que la nouvelle armée syrienne doit être libre de toute influence étrangère.